# Aberdeen Football Club
O Aberdeen Football Club (também conhecido como "The Dons", "The Dandies" ou "The Reds") é um clube profissional localizado em Aberdeen, na Escócia. O clube é o terceiro mais vitorioso da Escócia, junto com o Hearts.
É, ao lado do Celtic Football Club, um dos 2 times que nunca foram rebaixados desde que subiu para a primeira divisão nacional, na temporada 1904–05.

## História
Foi fundado em 1903 após a fusão de 3 times - Aberdeen FC, Victoria United e Orion, estreando em agosto do mesmo ano com um empate por 1 a 1 com o Stenhousemuir.
Além dos 4 títulos da primeira divisão escocesa, o Aberdeen conquistou 7 edições da Copa da Escócia e 6 da Copa da Liga. Em nível continental, venceu a Recopa Europeia da UEFA de 1982–83 e a Supercopa da UEFA em 1983, ambas sob o comando de Alex Ferguson.

## Estádio

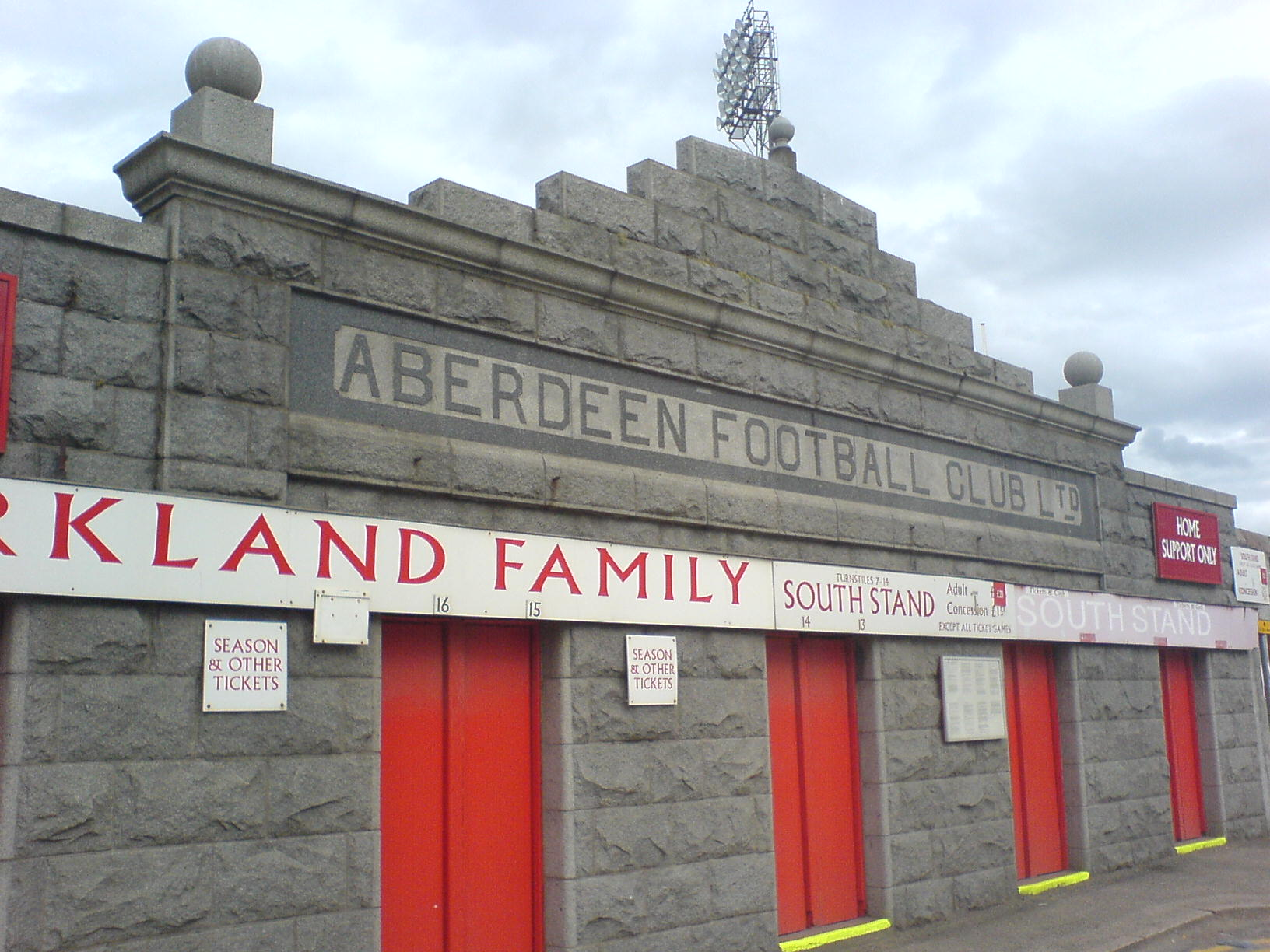
Fachada do Pittodrie Stadium.

O Aberdeen manda suas partidas no Pittodrie Stadium, que possui 22.199 lugares. O estádio foi fundado em 1899.

## Rivalidades
As principais rivaldades do Aberdeen são contra Dundee United e Inverness, além de rivalizar contra os rivais de Glasgow (Celtic e Rangers).

## Elenco atual
Última atualização: 12 de março de 2025.

## Principais títulos
| Continentais | Continentais            | Continentais | Continentais                                                            |
|              | Competição              | Títulos      | Temporadas                                                              |
| ------------ | ----------------------- | ------------ | ----------------------------------------------------------------------- |
|              | Recopa Europeia da UEFA | 1            | 1982–83                                                                 |
|              | Supercopa Europeia      | 1            | 1983                                                                    |
| Nacionais    |                         |              |                                                                         |
|              | Competição              | Títulos      | Temporadas                                                              |
| Escócia      | Campeonato Escocês      | 4            | 1954–55, 1979–80, 1983–84 e 1984–85                                     |
| Escócia      | Copa da Escócia         | 8            | 1946–47, 1969–70, 1981–82, 1982–83, 1983–84, 1985–86, 1989–90 e 2024–25 |
| Escócia      | Copa da Liga Escocesa   | 6            | 1955–56, 1976–77, 1985–86, 1989–90, 1995–96 e 2013–14                   |